# Cretahilarimorpha
Cretahilarimorpha – wymarły rodzaj owadów z rzędu muchówek i rodziny Hilarimorphidae. Obejmuje tylko jeden opisany gatunek: Cretahilarimorpha lebanensis.
Rodzaj i jedyny gatunek opisali w 2016 roku Justine Myskowiak, Dany Azar i André Nel na podstawie pojedynczego okazu samca, zachowanego w libańskim bursztynie. Skamieniałość ta pochodzi z piętra późnego barremu lub najwcześniejszego aptu we wczesnej kredzie.
Muchówka ta miała głowę długości 0,32 i szerokości 0,44 mm, tułów długości 0,91 i szerokości 0,55 mm, a odwłok długości 1,17 i szerokości 1,25 mm. Głowę mają w zarysie prawie owalną, dychoptyczną, wyposażoną w czułki o siedmioczłonowym biczyku. Aparat gębowy cechowały wydłużone: warga górna, warga dolna, podgębie i dwuczłonowe, wydłużone, ale krótsze od ryjka głaszczki. Skrzydła miały 2,21 mm długości i 0,91 mm szerokości. Koniec ich żyłki kostalnej leżał za żyłką radialną R4+5. Żyłka radialna R2+3 kończyła się w pobliżu wierzchołka żyłki radialnej R1. Nasadowy odcinek sektora radialnego był krótszy niż część żyłki R4+5 położona dosiebnie od żyłki poprzecznej radialnomedialnej, która z kolei, podobnie jak żyłka poprzeczna bazymedialno-kubitalna była długa i kanciasta. Druga odnoga przedniej żyłki kubitalnej nie stykała się pierwszą żyłką analną. Odnóża miały stopy o szczątkowych empodiach. Narządy rozrodcze miały duże, brzusznie zespolone gonokoksyty z wcięciem pośrodku wierzchołkowego brzegu.